# Pietraszuny (dzielnica Kowna)
Pietraszuny (lit. Petrašiūnų seniūnija, Petrašiūnai) – prawobrzeżna dzielnica administracyjna Kowna, położona we wschodniej części miasta, nad Zbiornikiem Kowieńskim; obejmuje Pietraszuny, Pożajście, Omole, Nowosady. 
Północna granica dzielnicy biegnie wzdłuż autostrady A1.
W latach 1939–1940 w południowej części dzielnicy założono cmentarz Pietraszuński.